# Одровонж (Малопольское воеводство)
Одро́вонж  (пол. Odrowąż) —  село в Польше в гмине Чарны-Дунаец Новотаргского повета Малопольского воеводства.

## География
Село находится в 7 км. от административного центра гмины Чарны-Дунаец, 13 км. от административного центра повета города Новы-Тарг и в 63 км. от центра воеводства города Краков.

## История
До 1954 года Одровонж был административным центром одноимённой гмины. С 1978 по 1995 года село входило в Новосонченское воеводство.